# Uristes perspinis
Uristes perspinis är en kräftdjursart som beskrevs av J. L. Barnard 1967. Uristes perspinis ingår i släktet Uristes och familjen Uristidae. Inga underarter finns listade i Catalogue of Life.